# Петренко–Критченко Павло Іванович
Петренко–Критченко Павло Іванович (9 липня 1866, Херсон — †21 січня 1944) — хімік-органік, член-кореспондент АН України.

## Життєпис
Народився в 1866 році в Херсоні.
У 1884 році вступив до Новоросійського університету (сьогодні – Одеський національний університет імені І. І. Мечникова),який закінчив у 1888 році.
У 1889 році вийшла з друку його перша наукова стаття, яка була присвячена отриманню хлороксикислот.
У 1894 році отримав звання приват-доцента в тому ж університеті.
Захистив докторську дисертацію у 1899 році.
В 1900 році був призначений екстраординарним, а в 1903 році — ординарним професором хімії.
У 1923 році очолив науково-дослідну кафедру хімії при Вищому технікумі загальної та прикладної хімії, де працював до 1933 року.
З 1933 по 1940 рр. — завідувач кафедрою органічної хімії Одеського університету.
Наукова діяльність Петренко-Критченка була присвячена головним чином вивченню правильності альдегідних конденсації, швидкостей кетонних реакцій та встановлення точної характеристики циклічних сполук.
З друкованих праць його можна відзначити такі:
- «Про вплив заміщення на перебіг деяких реакцій вуглецевих сполук» (магістерська дисертація, 1896)
- «Про тетрагідропіроні сполуки» (докторська дисертація, 1899)
- (нім.)«Zur Characteristik der Keton-und Aldehydreactionen» («Ann . d. Ch.», 341)
- «Про легкості утворення кільчастих сполук» («Журнал Русского Фізико-Хімічного Товариства», 1905)
- (нім.)«Ueber die Reactionsgeschwindigkeit bei der Bildung von oximen» («Ber. d. deutsch. ch. Ges.», 1900).